# Deez to Blues
Deez to Blues ist ein Jazzalbum von Mario Pavone. Die am 5. Mai 2005 in den Systems Two Studios, Brooklyn, New York City, entstandenen Aufnahmen erschienen 2006 auf dem Label Playscape Recordings.

## Hintergrund
Mario Pavone nahm sein Album Deez to Blues in Sextett-Besetzung auf; die mitwirkenden Musiker waren der Zugtrompeter Steven Bernstein (der hier auch Posaune spielte), Howard Johnson (Tuba, Baritonsaxophon, Bassklarinette), Peter Madsen (Piano), Charles Burnham (Geige) und Michael Sarin (Schlagzeug).

## Titelliste
- Mario Pavone: Deez to Blues (Playscape Recordings – PSR#050505)[1]

1. Zines 7:44
2. Deez 7:18
3. Xapo 9:41
4. Dances 3/5 7:20
5. Day of the Dark Bright Light (Marty Ehrlich) 5:17
6. Ocbo 5:12
7. Second-Term Blues 7:12

Sofern nicht anders angegeben, stammen alle Kompositionen von Mario Pavone.

## Rezeption

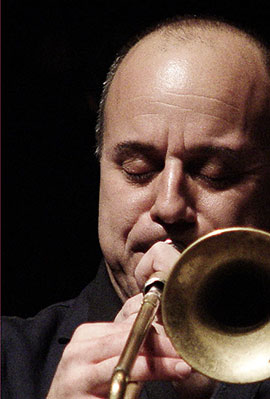
Steven Bernstein (2011)

Nach Ansicht von Troy Collins, der das Album in All About Jazz rezensierte, treiben Pavones swingende, vielschichtige Kompositionen die Tradition voran und blicken gleichzeitig auch immer zurück. Wie bei seinem stilistischen Vorfahren Charles Mingus sei Pavones Vorstellung von der Jazztradition spielerisch und dennoch ehrfürchtig. Indem Pavone in seinen Gruppen die Rhythmusgruppe in den Vordergrund stellt und gleichzeitig die Bläser zur Unterstützung absteigen lässt, löst er strukturelle Innovationen buchstäblich von innen nach außen aus. Das Rhythmus-Trio im Kern der Band erhalte sowohl einzeln als auch während der Arrangement-gesteuerten Ensemble-Passagen den gleichen Status wie die Bläser-Frontline, notierte Collins. Pavones Musik strahle so eine lebendige, atmende Qualität aus. Pavone und seine zwei langjährigem Mitarbeiter, Schlagzeuger Michael Sarin und Pianist Peter Madsen, würden die Frontsolisten immer wieder mit kniffligem Zusammenspiel und Call-and-Response-Phrasierung übertrumpfen. Deez to Blues sei ein Markstein in einer durchweg außergewöhnlichen Diskographie.
Die Allmusic-Redaktion verlieh dem Album vier Sterne und schrieb, Pavones Musik mische orchestrale Schnörkel mit einem Post-Bop-Vokabular und einer ausgesprochen experimentellen Sensibilität mit einem stark rhythmischen Fokus der Musik. In diesen Arrangements sind Violine, Klavier, Tuba, Baritonsaxophon und Bassklarinette zu hören, was zu einer dynamischen Klanglandschaft beitrage, die die Fähigkeiten der Spieler und die Fähigkeiten Pavones als Leiter und Komponist bezeuge.
David Dupont (One Final Note) meinte, dies sei nicht einfach eine Blowing Session, was aber mit diesen Kräften auch keine schlechte Sache wäre. Stattdessen habe Pavone Steven Bernstein beauftragt, seine Stücke zu arrangieren, was zu einer Feier der Blues-gefärbten Stimmungen führe, die in kaleidoskopischen Tönen wiedergegeben werden. Bernstein rufe aus dem Ensemble ein ellingtonsches Schillern hervor. Während der gesamten Session sind die Soli im Ensemblespiel eingebettet, so der Autor, und beziehen sich auf die Klangfarben um sie herum.
The Penguin Guide to Jazz (9. Auflage) nahm das Album in seine hervorgehobene Core Collection auf.